# Tæskeholdet
Tæskeholdet var et live satire radioprogram på Danmarks Radios P3, som blev sendt i perioden oktober 1996 – maj 1997.
Radioprogrammet med værterne Casper Christensen og Jan Gintberg, der var ansat direkte af DR, samt Mads Vangsø og Søren Søndergaard, der begge var freelancere, begyndte som et efterårsferieradioprogram på Danmarks Radios P3 og var et satireshow med diverse underfundige påfund fra værterne – til tider af seksuel og provokerende karakter. Programmet opnåede ekstrem popularitet med over 600.000 lyttere, og er blevet kaldt et fænomen, hvor flere tusinde mødte op på gaden foran radiostudiet, hvor det blev optaget, men det blev også kritiseret for sin grænseløshed.
Tæskeholdet medvirkede til at udvide begrebet underholdning på både tv og i radio, med deres ofte grænseoverskridende indslag. Inspirationen kom bl.a. den britiske radiovært Chris Evans og fra den amerikanske radiovært Howard Stern, som blandt meget andet fyldte sit studie med letpåklædte piger og som ellers ikke fulgte de almindelige regler for, hvordan radioprogram skulle udformes.

## Historie
Programmet blev skabt, da der skulle findes en erstatning for radioprogrammet Strax på P3 i efterårsferien 1996. Casper Christensen, der havde haft stor succes med tv-programmet Husk lige tandbørsten, blev kontaktet knap en måned inden og fik lov at lave lige, hvad han ville, bare det var sjovt. Han tog jobbet på betingelse af, at han kunne tage nogle venner med.
Tæskeholdet fik debut 14. oktober 1996. Programmet blev en stor succes allerede fra starten, på trods af at flere lyttere skrev og ringede ind for at brokke sig over programmet. Da værterne af Strax vendte tilbage efter ferien fik de bl.a. en fax, hvor der stod "SKRID!". Tæskeholdet fik lov at blive en fast del af Strax hver fredag resten af 1996.
Mod slutningen af 1996 havde Tæskeholdet opbygget en solid fanskare, men troede at det lakkede mod enden, så de sagde også farvel til lytterne. I 1997 fik programmet dog ikke alene tildelt sendetid på P3 hver fredag morgen fra kl. 9.10 til kl. 12.00, men om aftenen kunne man på DR2 gense højdepunkterne fra dagens program. Ligesom radioprogrammet, blev tv udgaven ligeledes en stor succes, og slog hurtigt det dengang mest populære Eleva2ren, der blev sendt på den konkurrerende tv-kanal TV 2. Der blev sendt i alt 14 tv-programmer.
Radioprogrammet blev bevidst lavet, så lydbilledet ikke var perfekt. Det blev optaget i teknikrummet i stedet for et regulært radiostue, og de havde for få mikrofoner, så de måtte deles. Desuden blev der talt ind over musikken. Niels Kristian Lang, der var vært på Strax udtalte at "det virkede fantastisk", da Tæskeholdet brød med alle de ting som radio skulle være i midten af 1990'erne.
Tæskeholdet optrådte også på Bakken i en af deres sidste udsendelser d. 23. maj 1997. Et stort antal mennesker mødte op, det blev en stor succes, og en oplevelse for Bakkens besøgende, der endte ud i at en del borde måtte lide undergang, på grund af de mange fans, der ville have bare et lille glimt af værterne.	
Den 30. maj 1997 blev der afholdt et afskedsarrangement i Fælledparken i København i forbindelse med det sidste program blev sendt, hvor 50.000 unge fra hele landet mødte op. Dette var langt mere end man havde regnet med, og der var ikke opsat faciliteter til så store menneskemængder. Kombinationen af de mange mennesker og for nogle også store mængde alkohol resulterede i flere slagsmål og der blev tændt et stort bål med adskillige liggestole fra en nærliggende café, og menneskemængden forhindrede, at en brandbil kunne slukke ilden.

## Indslag
I Tæskeholdet blev der også langet ud efter en del mennesker. Tæskeholdets ærkefjende var først og fremmest Jørn Hjorting, som fik deres kærlighed at føle jævnligt.
Polka
Af nogle af Tæskeholdets faste indslag kan nævnes, "Polka til de kendte" hvor de ringede til en kendt person, for derefter at synge og danse mens de råbte: "Polkaaaaaa!"
Buksetrold
Et andet fast indslag var "1, 2, 3 Buksetrold". Det gik ud på, at de kastede deres bukser ud af vinduet, og ventede så på at de blev bragt tilbage af en lytter.
Tale til nationen
"Tale til nationen" var Jan Gintberg faste indslag, hvor han sagde et par borgerlige ord til Danmarks borgere. Hver tale blev indledt med ordene "Kammerater! Ærede Tæskeholdslyttere og borgere i Danmark! SÅ ER DEN GAL IGEN!", som blev en slags folkeeje.
Fredagssangen
Hver udsendelsen blev sluttet af med, at hele studiet sang med på "Fredagssangen", der blev sunget til melodien "Pusterummet", som oprindeligt var skrevet af Bent Fabricius Bjerre tv-serien Pusterummet i 1976. I "Fredagssangen" blev det gennemgået hvad de havde lavet i dagens program, hvad der havde været godt og dårligt. På nær et par enkelte linjer i sangen, var det en Casper Christensen improviserede teksten til i hver udsendelse.

## Gæster
Tæskeholdet benyttede sig flittigt af at have forskellige gæster med sig i studiet. En række kendte mennesker, bl.a. Anne Linnet, Bengt Burg, Uffe Ellemann-Jensen, Cecilie Frøkjær, Richard Ragnvald m.fl. stillede velvilligt op i programmet.
Herudover var der en fast skare af tilbagevendende medvirkende. Disse talte Niels Strandet, tidligere frisør for Mabel, Peter Roed i tæskeholds-sammenhænge kendt som klokkelærlingen samt stripperne Kimmie Andersen (Jade Laila) og Kira Eggers.

## Modtagelse
Tæskeholdet var en så stor succes, at mange tusinde unge begyndte møde op på Worsåesvej foran Radiohuset for at høre programmet. Det resulterede i del uro, til gene for især naboerne, ikke mindst fordi de mange tæskeholds-fans måtte lade vandet i tilfældige opgange. 
I B.T. blev Tæskeholdet kaldt for "usympatisk, sexistisk, fordomsfuldt og respektløst", og programmet fik meget kritik fra lyttere, og værterne modtog flere dødstrusler.
Tæskeholdet udgav en cd med titlen Vi Sparker Røv i 1997 med sange, sketches og telefonfis fra programmet. Albummet solgte 20.000 eksemplarer på én dag.
Derudover blev der også udgivet to videoer Tæskeholdet, der solgte 30.000 eksemplarer i forsalg, og Tæskeholdet - Halal og farvel, der blev bestilt 20.000 eksemplarer inden udgivelsen.
I 2006, 10 år efter Tæskeholdet gjorde deres indtog på P3, udsendtes dobbelt DVD'en Tæskeholdet – Til nationen, med udvalgte indslag fra Tæskeholdets udsendelser. CD'en Vi Sparker Røv er med som bonus-CD.

## Udgivelser
CD
- Vi Sparker Røv (1997)

VHS og DVD
- Tæskeholdet (1997)
- Tæskeholdet - Halal og farvel (1997)
- Tæskeholdet – Til nationen (2006)